# Flèche wallonne 1973
La Flèche wallonne 1973, 37e édition de la course, a lieu le 19 avril 1973 sur un parcours de 249 km. La victoire revient au Belge André Dierickx, qui a terminé la course en solitaire en 6 h 49 min 33 s, devant ses compatriotes Eddy Merckx et Frans Verbeeck.
Sur la ligne d’arrivée à Marcinelle, 58 des 193 coureurs au départ à Verviers ont terminé la course.

## Classement final
| #  | Coureur             | Équipe                     |    | Temps           |
| -- | ------------------- | -------------------------- | -- | --------------- |
| 1  | André Dierickx      | Flandria-Carpenter-Shimano | en | 6 h 49 min 33 s |
| 2  | Eddy Merckx         | Molteni                    | +  | 1 min 10 s      |
| 3  | Frans Verbeeck      | Watney-Maes                |    | 1 min 10 s      |
| 4  | Walter Planckaert   | Watney-Maes                |    | 1 min 10 s      |
| 5  | Georges Pintens     | Rokado                     |    | 1 min 10 s      |
| 6  | Cyrille Guimard     | Gan-Mercier-Hutchinson     |    | 1 min 10 s      |
| 7  | Walter Godefroot    | Flandria-Carpenter-Shimano |    | 1 min 10 s      |
| 8  | Roger Rosiers       | Bic                        |    | 1 min 10 s      |
| 9  | Francesco Moser     | Filotex                    |    | 1 min 10 s      |
| 10 | Herman Van Springel | Rokado                     |    | 1 min 10 s      |